# Juliana Harkavy
Juliana Harkavy, née le 1er janvier 1985 à New York, est une actrice américaine.

## Biographie
Juliana Harkavy est une actrice américaine d'ascendance dominicaine, russe, africaine, chinoise et hongroise. Née le 1er janvier 1985 à New York et élevé à Los Angeles, Juliana est née de sa mère Berta Carela, artiste, écrivain et éducatrice de Saint-Domingue, et de son père Michael Harkavy, natif de Brooklyn, également écrivain, éditeur et sportif. Son frère, August, est âgé de treize ans.
Les passions de Juliana étaient toujours basées sur les arts. Elle a grandi en jouant de la musique à l'âge de trois ans et a étudié le piano, la guitare, la voix et la flûte. Elle a également commencé à écrire et à publier de la musique, des récits et de la poésie, ainsi qu'à créer des arts visuels mixtes à un très jeune âge. Avec une seconde passion pour l'athlétisme et la danse, elle a réussi à créer un art équilibré qui la préparera plus tard à des rôles exigeants sur le plan physique, tels que l'ex-survivante militaire Alicia dans "The Walking Dead" de AMC et le personnage de bande dessinée emblématique Dinah Drake / Black Canary dans "Arrow " de la The CW.
Elle a étudié le théâtre dans le studio Meisner de la Tisch School of the Arts de l'Université de New York.

### Vie privée
Le 19 juin 2014, elle a épousé Peter Christopher Kupchick, fils de la représentante de l'État, Brenda Kupchick et Peter Kupchick. Le 20 avril 2020, elle a annoncé via son compte Twitter qu'elle "été séparée de son mari pendant des mois" et qu'elle était actuellement en train de demander le divorce.
Elle résidait à New York, au Nouveau-Mexique, au New Jersey, en Californie, en Floride et en France. Elle réside actuellement à Los Angeles en Californie.
Le 13 juin 2020, elle a annoncé qu'elle était fiancée au joueur de satar professionnel Alexander Meimand.

## Carrière
Elle fait des apparitions au théâtre, au cinéma et à la télévision depuis l'âge de neuf ans.
Parmi les autres titres de travail figurent: "To Write Love on Her Arms (en)", Warner Bros. "L'Incroyable Histoire de Winter le dauphin" et "L'Incroyable Histoire de Winter le dauphin 2", "Constantine" sur NBC et une performance primée en tant que détective recrue Jessica Loren dans "Last Shift (en)" de Magnolia Picture.
En 2016, elle a été choisie pour la cinquième saison de la série télévisée de The CW Arrow, où elle a joué le rôle récurrent de l'inspecteur Tina Boland, (vrai nom: Dinah Drake), agissant comme la nouvelle Black Canary. Elle a été promue en rôle régulier pour la sixième saison de la série, qui a commencé à être diffusée à l'automne 2017.

## Filmographie

### Cinéma
- 1995 : La Petite Princesse (non créditée)
- 2006 : Ma super ex (non créditée)
- 2011 : If You Only Knew - Louise
- 2011 : L'Incroyable Histoire de Winter le dauphin - Rebecca
- 2012 : A Feeling from Within - Stacey
- 2012 : To Write Love on Her Arms (en) - Jessie
- 2013 : Finding Joy
- 2014 : House of Bodies - Tisha
- 2014 : L'Incroyable Histoire de Winter le dauphin 2 - Rebecca
- 2014 : [[Last Shift|Last Shift (en)]] - Jessica Loren
- 2014 : Marriage Material - Madeline
- 2015 : Dusk - Anne Whitmore
- 2016 : Annabelle Hooper and the Ghosts of Nantucket - Lillian Caulfield
- 2016 : Faux semblant - Kelly

### Télévision
- 2010 : The Glades - Amy
- 2013 : Graceland - Alex
- 2013 : The Walking Dead - Alisha (saison 4)
- 2014 : Constantine : Sarah
- 2017 : DC: Legends of Tomorrow : Dinah Drake / Black Canary
- 2017 : Flash : Dinah Drake / Black Canary
- 2017-2020 : Arrow : Dinah Drake / Black Canary
- 2018 : Suit Up : Dinah Drake / Black Canary (court-métrage)